# مالا هراشتیتسه
مالا هراشتیتسه (به چکی: Malá Hraštice) یک منطقهٔ مسکونی در جمهوری چک است که در ناحیه پریبرام واقع شده‌است.